# Hamburger Flugzeugbau
Hamburger Flugzeugbau GmbH (HFB) era un costruttore di aeromobili, situato nel quartiere Finkenwerder di Amburgo, in Germania. Fu la divisione aeronautica della Blohm & Voss.

## Storia
Venne fondata come Hamburger Flugzeugbau GmbH nel giugno 1933, società figlia della Blohm & Voss come un ramo dei cantieri navali. Divenne in seguito una divisione operativa all'interno della sua società madre ed nota come Blohm & Voss, Abt. Flugzeugbau dal 1937 fino alla sua cessazione operativa alla fine della seconda guerra mondiale. Walther Blohm ne fu l'artefice.
Nel dopoguerra fu rianimato come società indipendente con il suo nome originale e poi si unì a diversi consorzi prima di essere fuso per formare MBB.

### Inizi

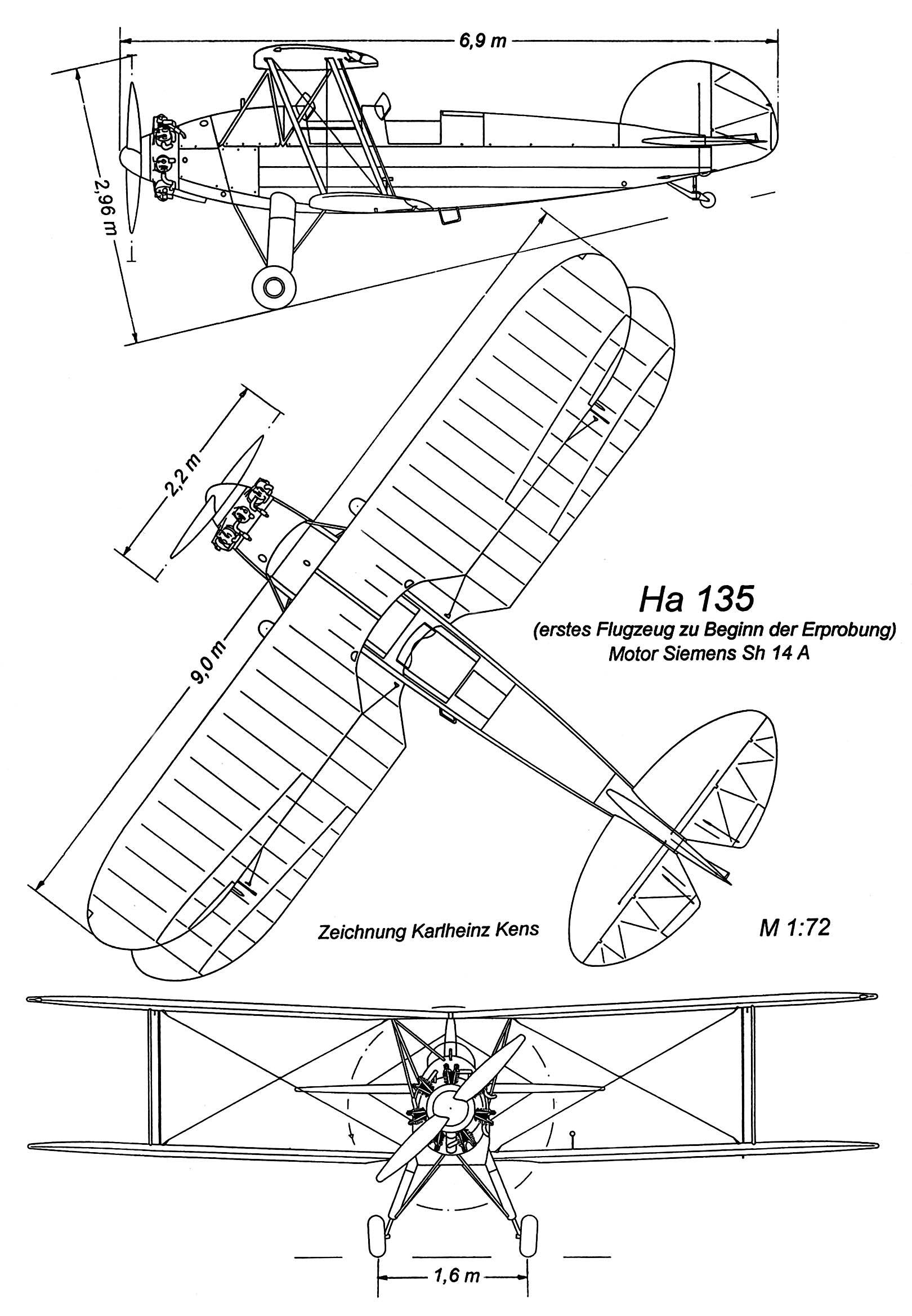
Viste del Ha 135

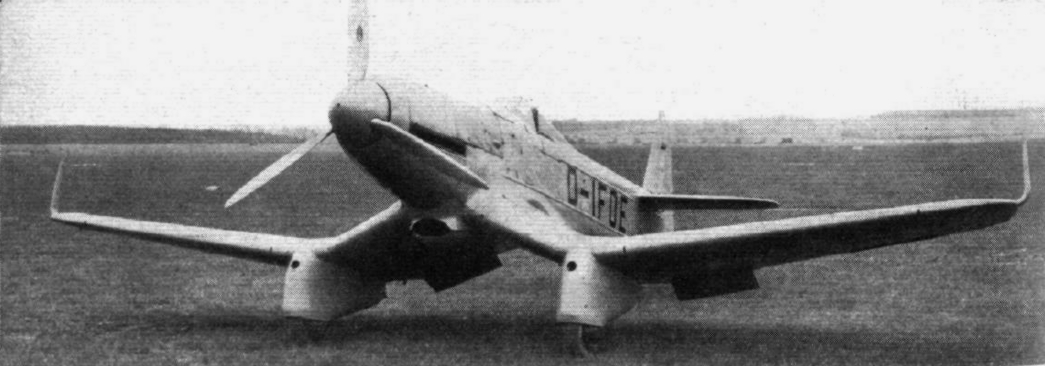
Ha 137

Dopo la presa del potere da parte del Nazionalsocialismo, si avvia il riarmo della Reichswehr, in contrasto con il trattato di Versailles. Nel settore aeronautico altre aziende entrarono come la costruttrice di treni e autoveicoli Henschel & Sohn di Kassel, così fecero i cantieri navali Blohm & Voss con la Hamburger Flugzeugbau GmbH.
Il primo modello fu l'Ha 135, un biplano scuola, lavoro di falegnameria che volò dal Flughafen Fuhlsbüttel. Venne prodotto in sei esemplari. Per la progettazione si occuparono Reinhold Mewes e Viktor Maugsch, dalla Heinkel, poi passati alla Fieseler di Kassel. Il monoposto scuola Ha 136, prodotto in soli due esemplari, fu il primo lavoro del nuovo direttore tecnico Richard Vogt, proveniente dalla Dornier e poi in epoche recenti passato alla Kawasaki in Giappone. Il velivolo ebbe le caratteristiche tipiche di Vogt, con longheroni a tubo. La caratteristica ala di gabbiano venne usata poi per il Ha 137. Monoposto con diverse motorizzazioni, designato Leichtes Sturzkampfflugzeug. Nello stesso segmento si poneva il velivolo Fi 98, e l'Hs 123. Vennero prodotti tre prototipi Ha 137 e 17 preserie.
Venne inaugurata per ampliare la capacità produttiva, la fabbrica di Wenzendorf Werk, a 20 km a sud della sede principale nel settembre 1935. La nuova fabbrica aveva una pista di volo, ma l'azienda ebbe anche pianificato lo sviluppo di velivoli di grosse dimensioni idrovolanti, così venne creata una seconda fabbrica dal 1936 al 1940 a Amburgo-Finkenwerder. Allo stesso scopo la zona paludosa a ovest Elbufer di Finkenwerder (Neßhaken) risanata la superficie d'acqua, così a Mühlenberger Loch.
Come pilota collaudatore venne assunto nel settembre 1934 Helmut Wasa Rodig, già pilota per la Deutsche Verkehrsfliegerschule (DVS). Da agosto 1936 fu la volta di Röttger Hilleke, già della DVS.

### La fabbrica

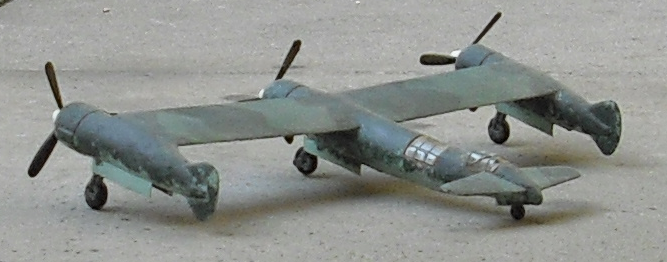
Modell P 170

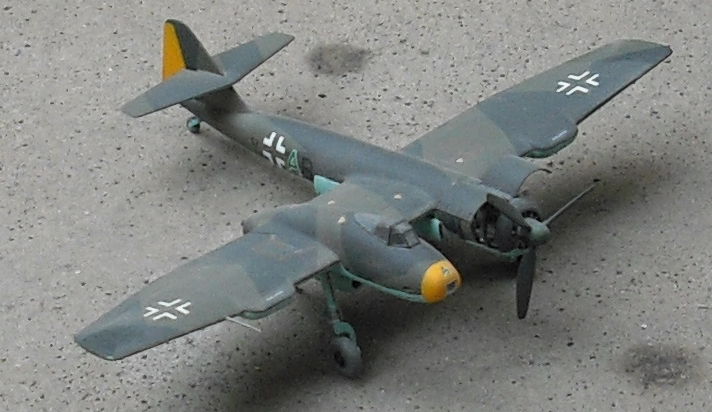
Modell P 194

Subito dopo la fondazione vennero fabbricate parti per lo Junkers Ju 52 e per altri velivoli di altre aziende. La prima grande commessa fu per 24 esemplari dello Do 23 G, con numero di serie da 115 a 138. Seguirono 34 Junkers W 34 hi (numero di serie da 139 a 147, da 154 a 170 e da 173 a 180). Questi lotti facevano parte di una commessa di 494 esemplari, ma si fermarono a 261 esemplari prodotti, dei quali 69 hi e 192 hau. La produzione successiva fu lo Junkers Ju 86 (75 esemplari) e il Do 17 serie F (in origine 65 esemplari e 29 fatti), P (prima 55 esemplari, poi 192, fatti 149) e Z (74 esemplari). Durante la guerra B & V produsse un grosso numero di Messerschmitt Bf 109 in versione biposto addestramento G-12.
Blohm & Voss Hamburger Flugzeugbau ebbe diversi progetti militari, come il bombardiere veloce P 170, il P 194, il caccia notturno P 215 o il caccia a reazione P 197, mai andati oltre la fase di studio.

### Sviluppo prodotto

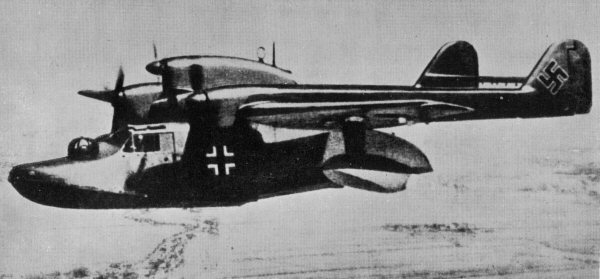
BV 138 in volo

Dopo il mancato successo del Ha 137 l'azienda si concentrò sul ricognitore marino BV 138, ben visto dal Reichsluftfahrtministerium (RLM), che gareggiò contro il Dornier Do 24. Ma non venne mai realizzata una serie.

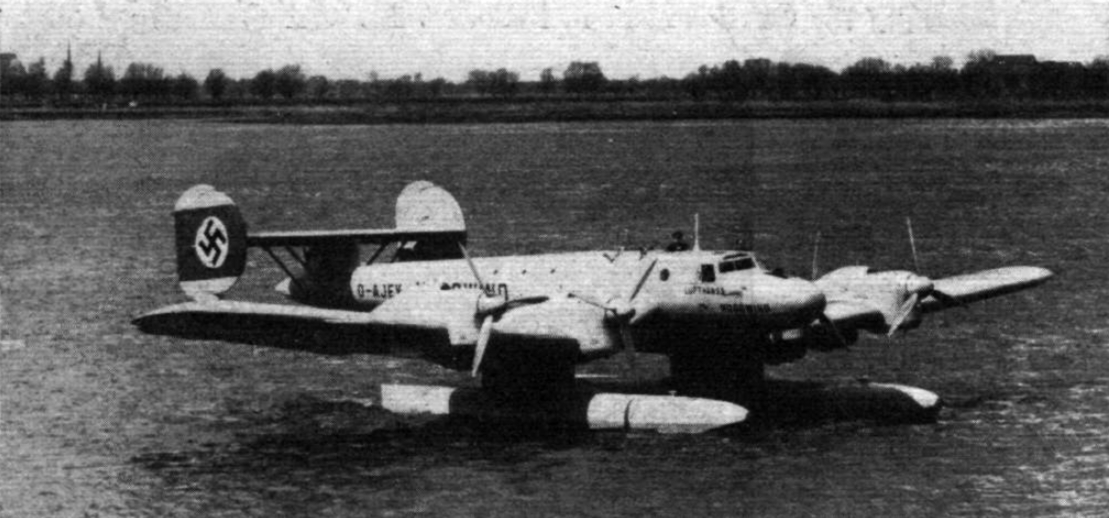
Ha 139 Nordwind

Con designazione Ha 139 venne prodotto un quadrimotore idrovolante per la Lufthansa, per il servizio postale sull'Atlantico.

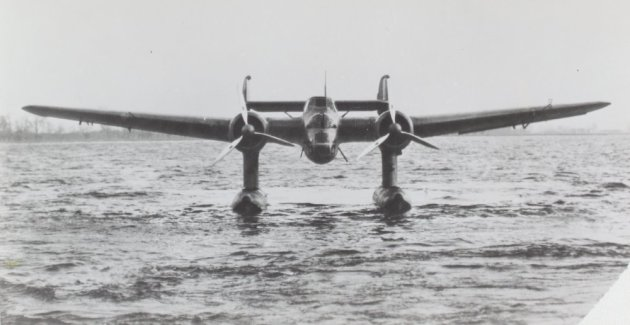
Ha 140

Il bimotore multiruolo anche idrovolante, Ha 140, venne costruito in soli due esemplari, comparabile allo Heinkel He 115.

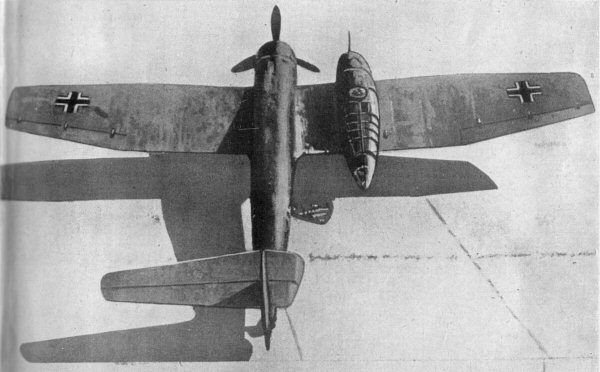
BV 141

Lo sviluppo successivo da parte di Vogt, fu il velivolo asimmetrico da ricognizione e multiruolo Ha 141 ovvero il BV 141, costruito in soli 28 esemplari. Il concorrente, il Focke-Wulf Fw 189 si impose.

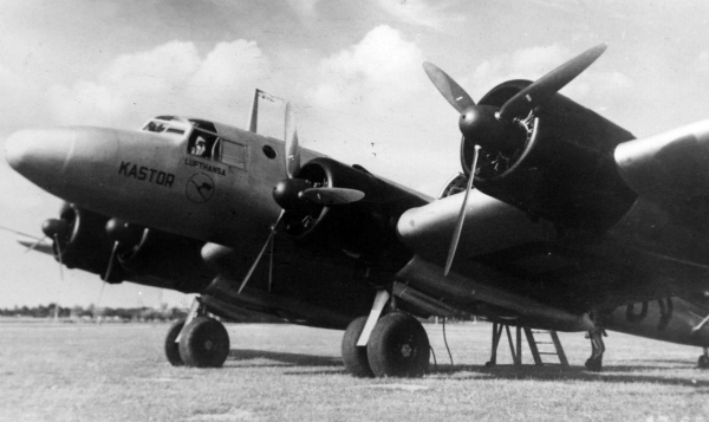
BV 142

Lo Ha - BV 142 fu sviluppato direttamente dal Ha 139, ma con motori a stella e carrello classico triciclo. Il quarto esemplare venne usato per il servizio postale DLH.
Il modello BV 144, bimotore, per uso trasporto con ali a geometria variabile, venne offerto alla francese Société anonyme des ateliers d'aviation Louis Breguet per modifiche. Vennero costruiti due esemplari, e solo il primo volò il 14 marzo 1946. Il progetto venne abbandonato.

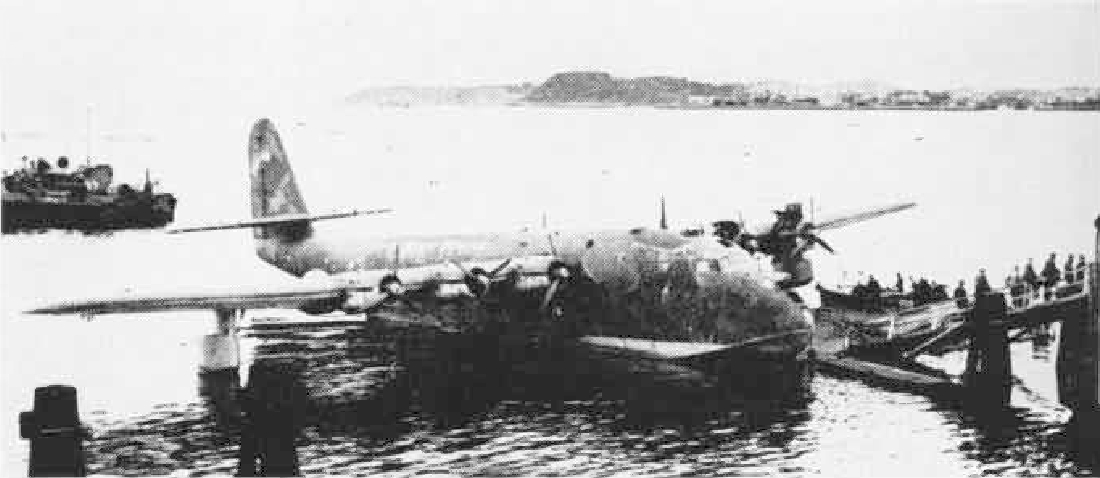
BV 222

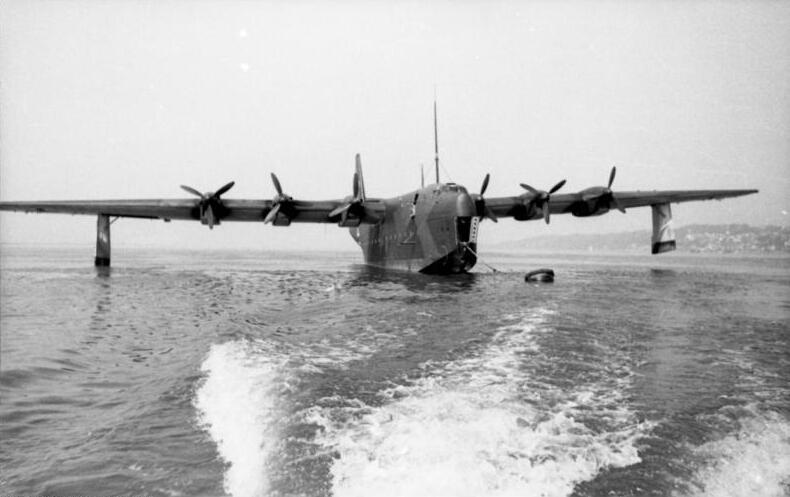
BV 238

Il primo esamotore idrovolante BV 222, pensato per il trasporto atlantico e usato solo dalla Luftwaffe come aereo da trasporto e ricognizione, konnte wieder als Erfolg betrachtet werden. 13 esemplari vennero approntati. Il successore più grande il BV 238 venne prodotto solo in singolo esemplare e portato in volo. Con il nome BV 250 venne pensata la variante terrestre.
Vogt lasciò diversi progetti di velivoli asimmetrici, ma nessuno venne realizzato.
Come ultimi progetti venne pensato un piccolo aliante blindato, designato come BV 40, che avrebbe dovuto essere portato in volo da un caccia, e attaccare le formazioni di bombardieri. Non venne mai realizzato.
Venne approntato un caccia d'alta quota BV 155, basato sul Messerschmitt e modificato dalla B & V. Un esemplare lo si trova nel magazzino del US Air & Space Museum.

### Dopoguerra
Dopo la seconda guerra mondiale la fabbrica venne posta sotto il controllo britannico, smantellata. Il poco rimasto rimase sotto controllo militare Alleato, e adibita alla riparazione di veicoli corazzati. Lo stabilimento Wenzendorf, non colpito in modo massiccio dai bombardamenti, venne smantellato. Con tenacità e idealismo Walter Blohm intraprese un nuovo inizio. Venne creata sotto la sua guida l'accorpamento della HFB, Weser-Flugzeugbau e Siebel ATG nel 1954 fondando la Flugzeugbau Nord GmbH. Viene fabbricato su licenza il Nord N 2501 Noratlas per la Bundeswehr. Venne usato per lo scopo anche il fabbricato a Stade.

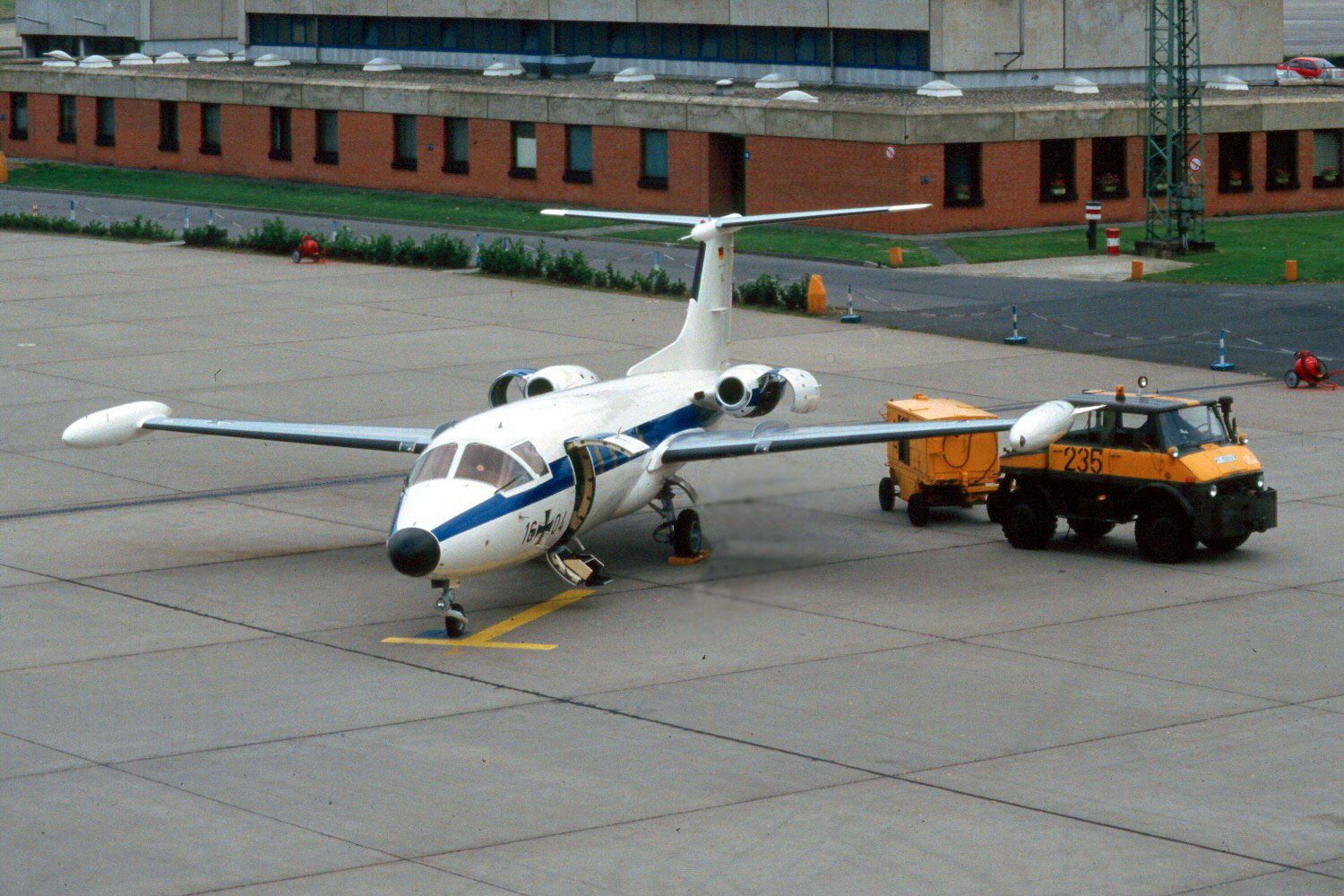
HFB-320 Hansa Jet

Sul finire degli anni '50 vennero sviluppati il bimotore PTL-Maschine HFB 209 e il bireattore HFB 314. Quest'ultimo positivamente valutato dalla Lufthansa, con la costruzione di due prototipi, ma la produzione non venne mai avviata. Negli anni '60 venne sviluppato il piccolo bireattore HFB 320 e prodotto in pochi esemplari. L'azienda produsse poi il successore dell'Noratlas, il Transall C-160 e fornì parti per il Dornier Do 31 e il Fokker F.28.
Dopo la fusione della Messerschmitt AG con la Bölkow GmbH (1º novembre 1968) cessò l'attività della HFB che si fuse con la Messerschmitt-Bölkow-Blohm GmbH (MBB) sotto la guida di Ludwig Bölkow.
Successivamente la MBB attraverso la Daimler-Benz AG (Daimler AG) nel 1989 divenne parte di DASA. In epoca recente è parte della Airbus, divisione della Airbus Group, già EADS.

## Prodotti

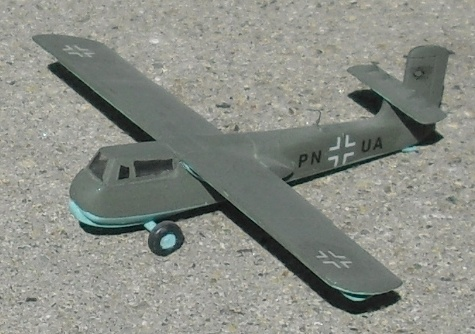
Modell BV 40

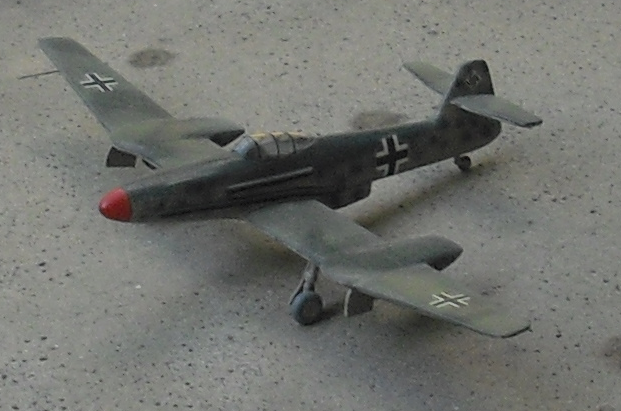
Modell BV 155

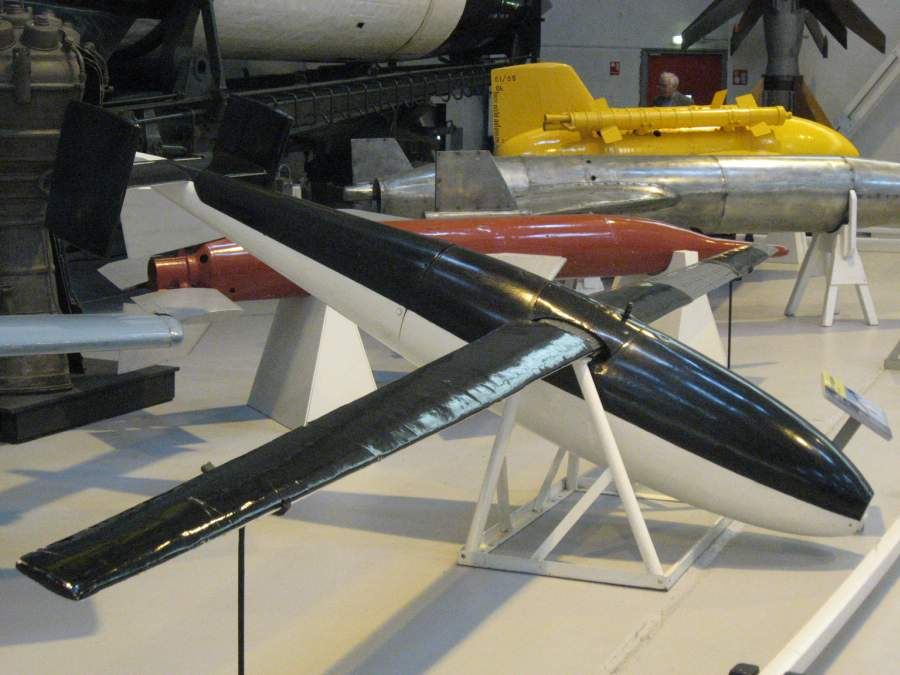
BV 246

- Blohm & Voss BV 40
- Blohm & Voss Ha 135
- Blohm & Voss Ha 136
- Blohm & Voss Ha 137
- Blohm & Voss BV 138
- Blohm & Voss Ha 139
- Blohm & Voss Ha 140
- Blohm & Voss BV 141
- Blohm & Voss BV 142
- Blohm & Voss BV 143
- Blohm & Voss BV 144
- Blohm & Voss BV 155
- Blohm & Voss BV 222
- Blohm & Voss BV 238
- Blohm & Voss BV 246
- HFB 320

Alcuni prototipi senza numero GL/C:
- Blohm & Voss P 170
- Blohm & Voss P 188
- Blohm & Voss P 194
- Blohm & Voss P 205
- Blohm & Voss P 208
- Blohm & Voss P 212
- Blohm & Voss BV 250

### Collaborazioni

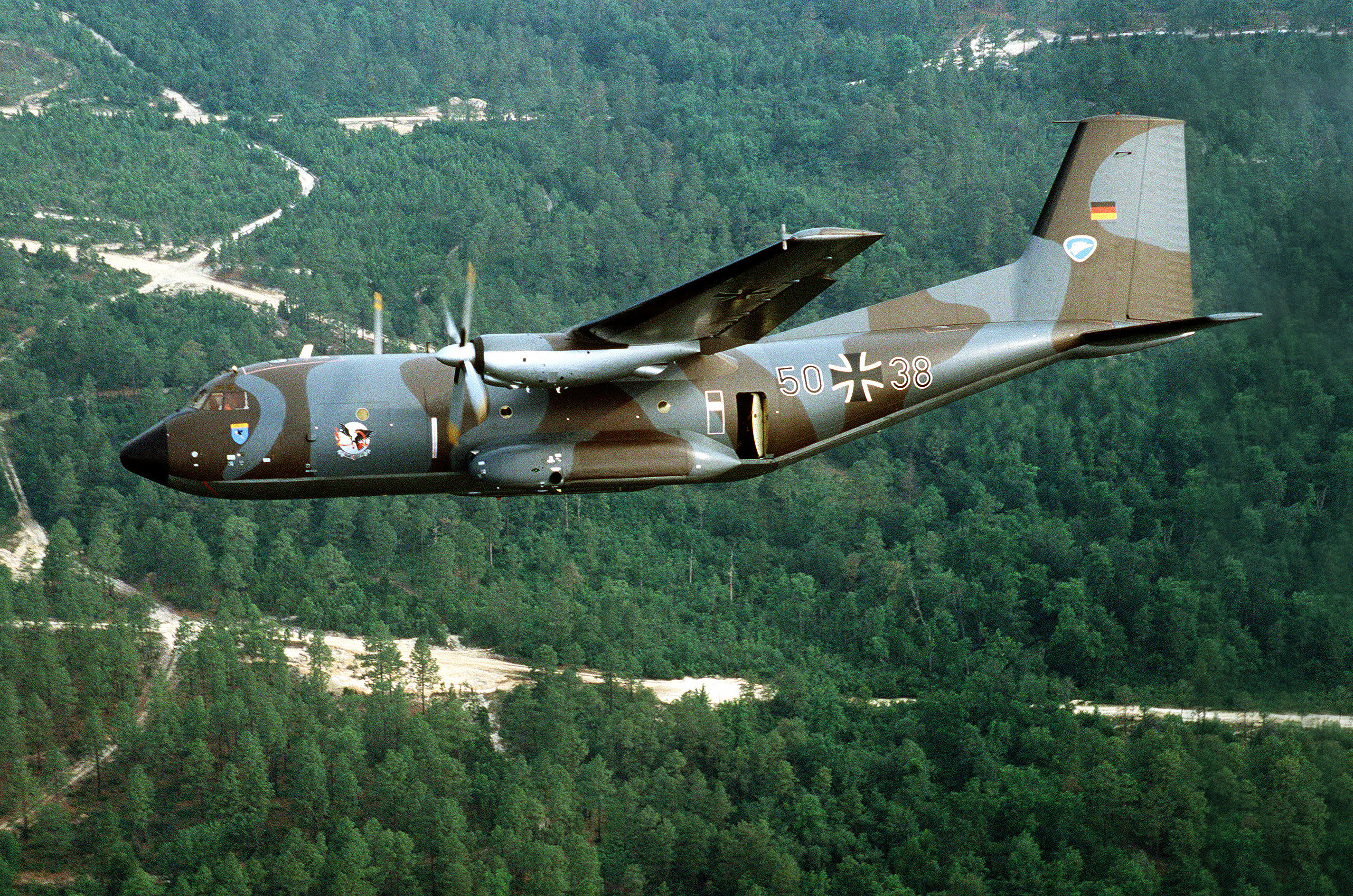
Transall C-160D della Luftwaffe (Bundeswehr)

- Transall C-160